# Fabio de Jesús Morales Grisales
Fabio de Jesús Morales Grisales (ur. 17 lipca 1934 w Neira, zm. 10 lutego 2025) – kolumbijski duchowny rzymskokatolicki, w latach 1991-1999 wikariusz apostolski Sibundoy i 1999-2003 biskup Mocoa-Sibundoy.

## Życiorys
Święcenia kapłańskie przyjął 4 października 1959. 15 kwietnia 1991 został prekonizowany wikariuszem apostolskim Sibundoy ze stolicą tytularną Budua. Sakrę biskupią otrzymał 15 czerwca 1991. 29 października 1999 został podniesiony do rangi biskupa diecezji Mocoa-Sibundoy. 18 października 2003 zrezygnował z urzędu.